# Sergio Álvarez Conde
Sergio Álvarez Conde (nascut el 3 d'agost de 1986 a Catoira, Pontevedra, Galícia), conegut simplement com a Sergio, és un exfutbolista professional gallec que jugava com a porter. La major part de la seva carrera professional la va fer amb el Celta, amb 197 partits totals jugats.

## Trajectòria esportiva
Sergio va començar la seva carrera a l'equip del seu lloc de naixement, l'Arosa SC, i va fitxar pel veí Celta de Vigo el 1999, als 13 anys. Va fer el seu debut en edat sènior amb l'equip B de la Segona B, i va jugar quatre temporades completes a la categoria. La temporada 2008–09 fou cedit a un altre equip gallec de la mateixa categoria, el Racing de Ferrol.

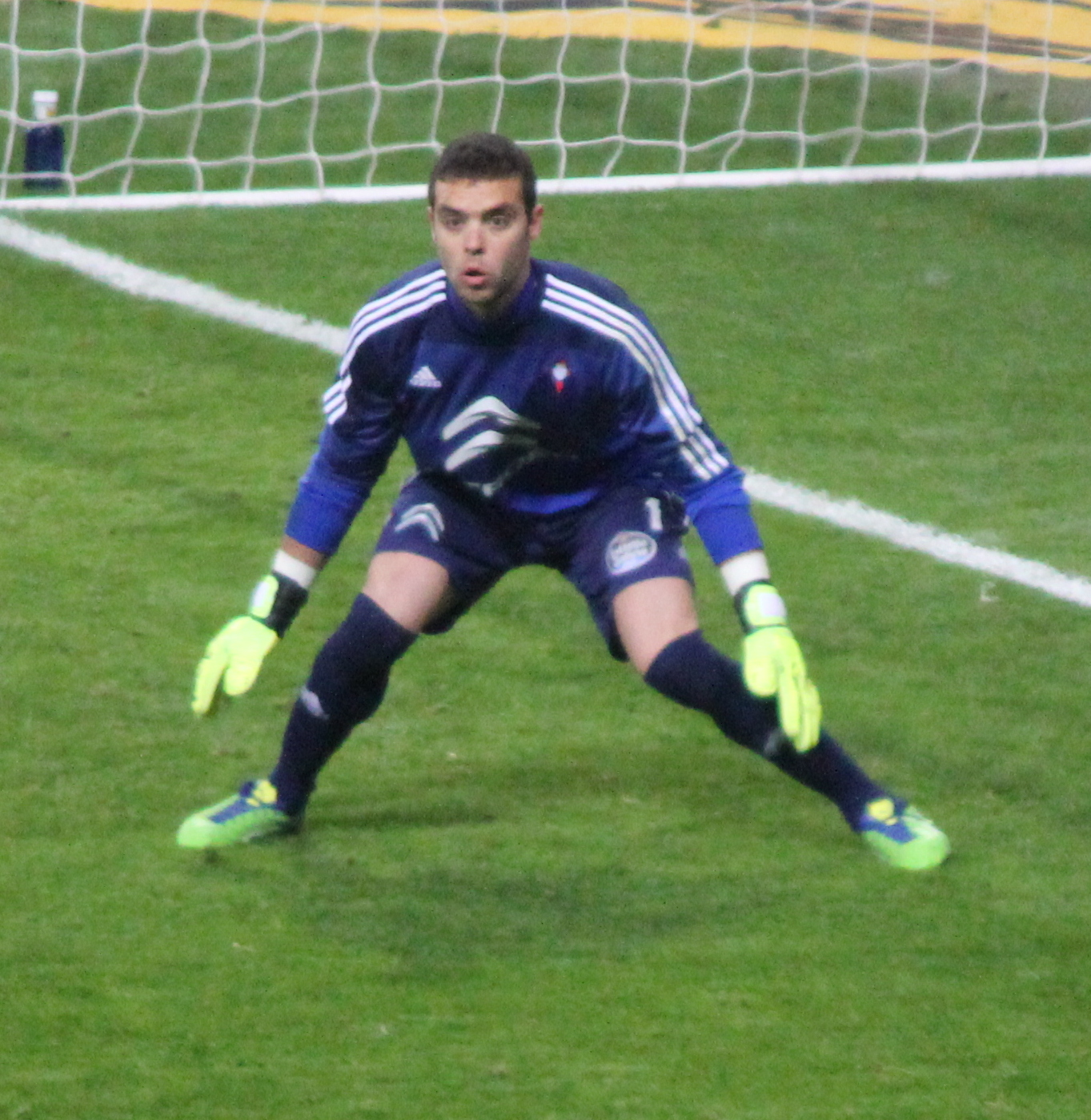
Jugant amb el Celta, el 2012.

Sergio va fer el seu debut amb el primer equip del Celta el 4 de juny de 2011, en una victòria a casa per 3–0 contra l'FC Cartagena, la darrera jornada de la segona divisió 2010-2011. Poc després, a continuació de la marxa d'Ismael Falcón a l'Hèrcules CF, fou definitivament promocionat al primer equip, i obtingué la samarreta amb el número 1.